# 比切尔德
比切尔德，是匈牙利巴兰尼亚州所辖的一个村。总面积19.75平方公里，总人口1039，人口密度52.6人/平方公里（2011年1月1日）。